# Dragoslav Jevrić
Dragoslav Jevrić (Ivangrad, 8 de julio de 1974) es un exfutbolista serbio.

## Biografía
Nació el 8 de julio de 1974 en Ivangrad (actual Berane), ubicada en Montenegro, parte de la República Federal Socialista de Yugoslavia. A los 14 años entró en el Estrella Roja de Belgrado, club del que salió en 1999, rumbo al Vitesse Arnhem neerlandés. En este club pasó su etapa de pre-madurez futbolística, hasta que en 2005 fichó por el Ankaraspor, club que dejó durante el año 2007 para recalar en el fútbol israelí, en las filas del 	Maccabi Tel Aviv y posteriormente en Maccabi Petah Tikva. 
Puso punto final a su carrera como futbolista profesional en el Omonia Nicosia club en el que sólo vio la cancha desde adentro 15 veces en dos años.

## Selección
Debutó con el combinado de República Federal de Yugoslavia el 13 de febrero de 2002 contra México, con una discreta actuación.
Jevrić participó como arquero titular de Serbia y Montenegro durante la Copa Mundial de Fútbol de 2006, realizada en Alemania. En el mundial, el seleccionado quedó en el último lugar tras no obtener ninguna victoria y con 10 goles en contra.
Ese mismo año, Montenegro declaró su independencia, ante lo cual Jevrić debía decidir entre seguir como parte de la selección de Serbia o integrar el novel equipo montenegrino. Jevrić se mantuvo en el equipo serbio y fue convocado como suplente al primer partido del equipo bajo su actual nombre, en la República Checa, el 4 de agosto de 2006. Tras dicho partido, Jevrić anunció su retiro del seleccionado nacional.

## Estadísticas profesionales

### International
[editar]
| Equipo nacional       | Año   | Apps | Goles |
| --------------------- | ----- | ---- | ----- |
| FR Yugoslavia         | 2002  | 11   | 0     |
| Serbia and Montenegro | 2003  | 9    | 0     |
| Serbia and Montenegro | 2004  | 7    | 0     |
| Serbia and Montenegro | 2005  | 11   | 0     |
| Serbia and Montenegro | 2006  | 5    | 0     |
| Total                 | Total | 43   | 0     |

## Entrenador
En enero de 2022, Jevrić fue nombrado entrenador de porteros del Riga FC a las órdenes del nuevo entrenador Thorsten Fink, tras haber trabajado con el alemán en el mismo puesto en el APOEL.

## Palmarés
Estrella Roja de Belgrado
- Copa FR Yugoslavia (3): 1996, 1997, 1999

Maccabi Tel Aviv
- Copa Toto (1): 2008–09

Omonia
- Copa de Chipre (2): 2010-11, 2011-12
- Supercopa chipriota (1): 2010